# Phillias Fogg
Navnet Phillias Fogg var også navnet på det første band der spillede på den første Roskilde Festival i 1971. Bandet hed Phillias Fogg var fra Danmark, Greve og Karlslunde syd for København. Roskilde Festival blev dengang kaldt Roskilde Sound Festival, og fandt sted på dyrskuepladsen i Roskilde 1971. Forbillede for Roskilde Sound Festival var Woodstock Festivalen.
Phillias Fogg (DK) var det første band der spillede, på den primitive scene, medbringende egne guitarforstærker, mikrofoner og sanganlæg. Medlemmerne var Vagn Nørgård guitar, tværfløjte, sang, Peter Bjørn Hansen guitar og sang, Rolf Nakskov Petersen Trommer, Torben Eriksen bas, Hans Ulrik guitar, Jørgen Olsen sang.
Vagn Nøraard (søn af komponisten Helmer Nørgaard) var den musikalske kraft, der komponerede al gruppens musik. Teksterne blev skabt kollektivt i den efterfølgende proces. Gruppens organisator og leder var Peter Bjørn Hansen. 
Det lykkedes gruppen at holde sammen i ca. 3 år efter deres debut på Roskilde Festivalen, selvom deres trommeslager blev head hunted af pop orkestret Jensen & Co. Vagn Nørgård og Peter Bjørn Hansen holdt sammen i alle årene, men til sidst opløstes gruppen i 1973.
Gruppen blev startet og gav sin første koncert i 1968 på KrogårdsSkolen ved Hundige centret i Greve kommune, under navnet Moony Group, ... og bestod dengang af Peter Bjørn Hansen Guitar og sang (band-leader) Bjarne Thomsen basguitar, Erik (nu ejer af Cykelgården Greve), Torben Eriksen guitar, Jørgen Olsen sang.